# Sanremo-Festival 1952
Die zweite Ausgabe des Festival della Canzone Italiana di Sanremo fand 1952 vom 28. bis 30. Januar im städtischen Kasino in Sanremo statt und wurde von Nunzio Filogamo moderiert.

## Ablauf

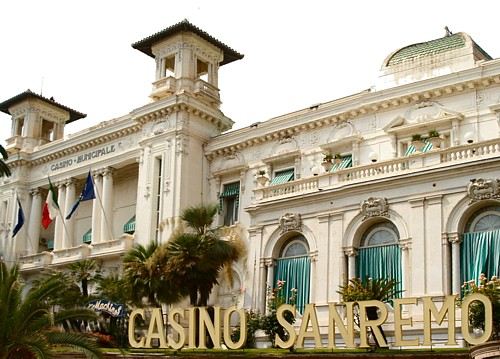
Das städtische Kasino, Veranstaltungsort des Sanremo-Festivals

Nach dem Erfolg des Vorjahres wurde die Veranstaltung 1952 nahezu unverändert über die Bühne gebracht. Moderator Filogamo und Musikdirektor Cinico Angelini übernahmen erneut ihre Aufgaben, allerdings wurde die Anzahl der Orchestermusiker aufgestockt. Auch die Anzahl der von den Musikverlagen eingesendeten Beiträge stieg im Vergleich zum Vorjahr deutlich an, sodass der Kommission 319 Lieder zur Auswahl vorlagen. Die Sänger der letzten Ausgabe kehrten zurück, zu Nilla Pizzi, Achille Togliani und dem Duo Fasano gesellten sich in diesem Jahr jedoch auch noch Gino Latilla und Oscar Carboni. Während das Interesse der Journalisten gering blieb, war das Publikumsinteresse deutlich gestiegen, was sich auch in erhöhten Eintrittspreisen niederschlug.
Das Regelwerk war gleich geblieben: Am Montag und Dienstag wurden je zehn Lieder vorgetragen, aus denen das Publikum jeweils die fünf Finalisten bestimmen konnte. Das Finale wurde am Mittwoch ausgetragen, wobei 1952 die Vorjahressiegerin Nilla Pizzi nicht nur den ersten Platz verteidigen, sondern auch noch den zweiten und dritten Platz belegen konnte. Vola colomba, das Siegerlied, erzählte in patriotischen Tönen vom Schicksal der von den Alliierten besetzten Stadt Triest; bei der Siegerehrung widmete die Sängerin das Lied daher nicht nur ihrer Familie, sondern auch der Bevölkerung von Triest.

## Teilnehmende Beiträge
| Platzierung | Interpret                        | Lied                          | Autoren                                              |
| ----------- | -------------------------------- | ----------------------------- | ---------------------------------------------------- |
| 1           | Nilla Pizzi                      | Vola colomba                  | Bixio Cherubini, Carlo Concina                       |
| 2           | Nilla Pizzi                      | Papaveri e papere             | Nino Rastelli, Mario Panzeri, Vittorio Mascheroni    |
| 3           | Nilla Pizzi                      | Una donna prega               | Pinchi, Virgilio Panzuti                             |
| 4           | Oscar Carboni                    | Madonna delle rose            | Giuseppe Fiorelli, Mario Ruccione                    |
| 5           | Gino Latilla                     | Un disco dall’Italia          | Nicola Salerno, Giovanni D’Anzi                      |
| 6           | Gino Latilla                     | L’attesa                      | Biri, Nino Ravasini                                  |
| 7           | Oscar Carboni                    | Perché le donne belle         | Alessandro Sopranzi, Giovanni Fassino                |
| 8           | Achille Togliani                 | Vecchie mura                  | Filibello, Pier Emilio Bassi                         |
| 9           | Achille Togliani                 | Libro di novelle              | Libero Citi, Mauro Casini                            |
| 10          | Nilla Pizzi und Achille Togliani | Nel regno dei sogni           | Raspetti, Carlo Alberto Rossi                        |
|             | Duo Fasano                       | Al ritmo della carrozzella    | Enzo Luigi Poletto, Piero Pavesio                    |
|             | Nilla Pizzi und Duo Fasano       | Buonanotte ai bimbi del mondo | Ettore Minoretti, Aldo Zara                          |
|             | Oscar Carboni                    | Cantate e sorridete           | Gian Carlo Testoni, Fabio Fabor, Carlo Donida        |
|             | Achille Togliani                 | La collanina                  | Gian Carlo Testoni, Dino Olivieri                    |
|             | Duo Fasano                       | Due gattini                   | Tata Giacobetti, Gorni Kramer, Trinacria             |
|             | Gino Latilla                     | Malinconica tarantella        | Gian Carlo Testoni, Enzo Ceragioli                   |
|             | Nilla Pizzi                      | Ninna nanna ai sogni perduti  | Pier Emilio Bassi, Mario Panzeri, Gian Carlo Testoni |
|             | Gino Latilla                     | Pura fantasia                 | Aminta, Armando Fragna                               |
|             | Nilla Pizzi und Duo Fasano       | Il valzer di nonna Speranza   | Gian Carlo Testoni, Saverio Seracini                 |
|             | Duo Fasano                       | Vecchio tram                  | Gian Luigi Callegari                                 |

## Erfolge
Das auf dem zweiten Platz gelandete Papaveri e papere übertraf das Siegerlied Vola colomba noch an Popularität und zog im Lauf der Jahre auch eine Vielzahl von Coverversionen nach sich, so von Bing Crosby, Peter Alexander, Yves Montand und Beniamino Gigli.